# Otonycteris hemprichii
El murciélago orejudo del desierto (Otonycteris hemprichii) es una especie de la familia Vespertilionidae que se encuentra en África del Norte y en Oriente Medio.

## Taxonomía
La clasificación taxonómica de Otonycteris no está clara, sin embargo sus cromosomas sugieren que este género está estrechamente relacionado con los géneros Barbastella y Plecotus.

## Descripción
La longitud de su cuerpo y cabeza alcanza entre los 73 y 81 mm, la longitud del antebrazo es de entre 57 y 66 mm, y la longitud de su cola es de entre 47 y 70 mm. Los murciélagos orejudos del desierto macho pesan entre 18 y 20 g.
Tienen orejas con una dirección casi horizontal, que usan una franja de piel para conectarse a través de la frente y miden aproximadamente 40 mm de longitud.
Otonycteris hemprichii tiene un color arena pálido y marrón oscuro en la parte superior, con una coloración más blanquecina en la parte inferior.
Tiene un cráneo y dientes similares a los del género Eptesicus. Algunos especímenes de esta especie tienen dos conjuntos de mamas en sus músculos pectorales, aunque puede que estas no sean funcionales.

## Ecología y Comportamiento

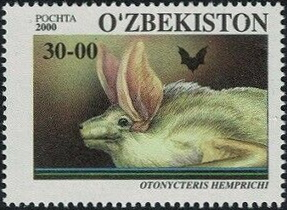
Sello de correos de Uzbekistán con la imagen de Otonycteris hemprichii

Esta especie normalmente habita regiones secas, áridas y rocosas. Un par de estos murciélagos fueron encontrados viviendo en una grieta de una colina en el Desierto Néguev. Este murciélago también ha sido encontrado en edificios.
Otonycteris hemprichii tiene un patrón de vuelo descrito como “torpe y lento”

### Dieta
Se asume que esta especie es carnívora debido a su masa corporal, baja carga alar y bajas proporciones. Este murciélago posiblemente forrajea cerca al suelo, usando su ecolocalización para detectar grandes invertebrados voladores o terrestres. Usando la ecolocalización, el murciélago puede detectar escorpiones mientras caminan. Se alimentan principalmente de arácnidos y ortópteros. 
Un estudio israelí encontró que hasta el 70 % de los deshechos de estos murciélagos contenían restos de escorpiones, incluyendo el altamente venenoso escorpión palestino amarillo junto con otras especies menos venenosas. Los murciélagos orejudos del desierto atrapan a los escorpiones quitándoles la cabeza de una mordida. Usualmente son picados con el aguijón del escorpión en la cara sin mostrar rastros de intoxicación, sugiriendo que estos murciélagos son inmunes al veneno.  

### Cortejo y reproducción
Colonias de reproducción consistentes de 3 a 15 hembras han sido descubiertas. Varias hembras embarazadas, la mayoría con dos embriones, fueron encontradas en Asia central. En una cabaña desierta en Jordania, tres hembras embarazadas fueron encontradas, todas cargando dos embriones. 

## Rango y distribución
En la actualidad se reconoce que su área de distribución incluye Afganistán, Arabia Saudí, Argelia, Egipto, Emiratos Árabes Unidos, India, Irán, Israel, Jordania, Kazajistán, Libia, Marruecos, Níger, Omán, Pakistán, Palestina, Catar, Siria,  Sudán, Tayikistán, Túnez, Turkmenistán, Turquía y Uzbekistán.